# Chiesa di San Michele Arcangelo (Bardi, Gravago)
La chiesa di San Michele Arcangelo è un luogo di culto cattolico dalle forme barocche situato in località Monastero di Gravago, frazione del comune di Bardi, in provincia di Parma e diocesi di Piacenza-Bobbio; è sussidiaria della parrocchiale dei Santi Vito, Modesto e Crescenzia di Pieve di Gravago e fa parte del vicariato della Val Taro e Val Ceno.

## Storia
Sul luogo della chiesa attuale fu edificato nel VI secolo un monastero di benedettini dedicato a san Michele Arcangelo, con chiesa annessa; a difesa della struttura e della zona fu successivamente costruito il castello.
Risale al 744 il primo documento che attesti l'esistenza del cenobio, rientrante con altri 4 monasteri piacentini nel privilegio del re dei Longobardi Ildebrando.
Nel 1579 i locali del monastero furono trasformati nella canonica della chiesa adiacente, che fu completamente ricostruita nella seconda metà del XVII secolo in stile barocco.
Negli anni seguenti il tempio fu modificato a più riprese, conservando solo l'abside dell'edificio seicentesco. Nel 1718 furono completati i lavori di ampliamento, che raddoppiarono le dimensioni della struttura originaria. Intorno alla metà del secolo furono innalzati la facciata e il campanile, mentre le sei cappelle e gli altari furono aggiunti tra il 1760 e il 1774.
Nel 1870 fu sopraelevata la torre campanaria con la costruzione della cuspide.
Nel 1902 la chiesa fu ristrutturata e la facciata fu modificata con l'aggiunta del portale centrale neobarocco, dei capitelli corinzi e delle statue nelle nicchie. Al termine dei lavori, l'11 settembre dello stesso anno il luogo di culto fu solennemente consacrato dal vescovo di Piacenza Giovanni Battista Scalabrini.
Nel 2005 l'edificio fu restaurato e parzialmente consolidato, ma nel settembre del 2012, a causa di un dissesto idrogeologico che mise in serio rischio la stabilità della zona absidale, fu dichiarato inagibile e chiuso al culto, fino al completamento dei lavori di rinforzo strutturale nel luglio 2024.

## Descrizione

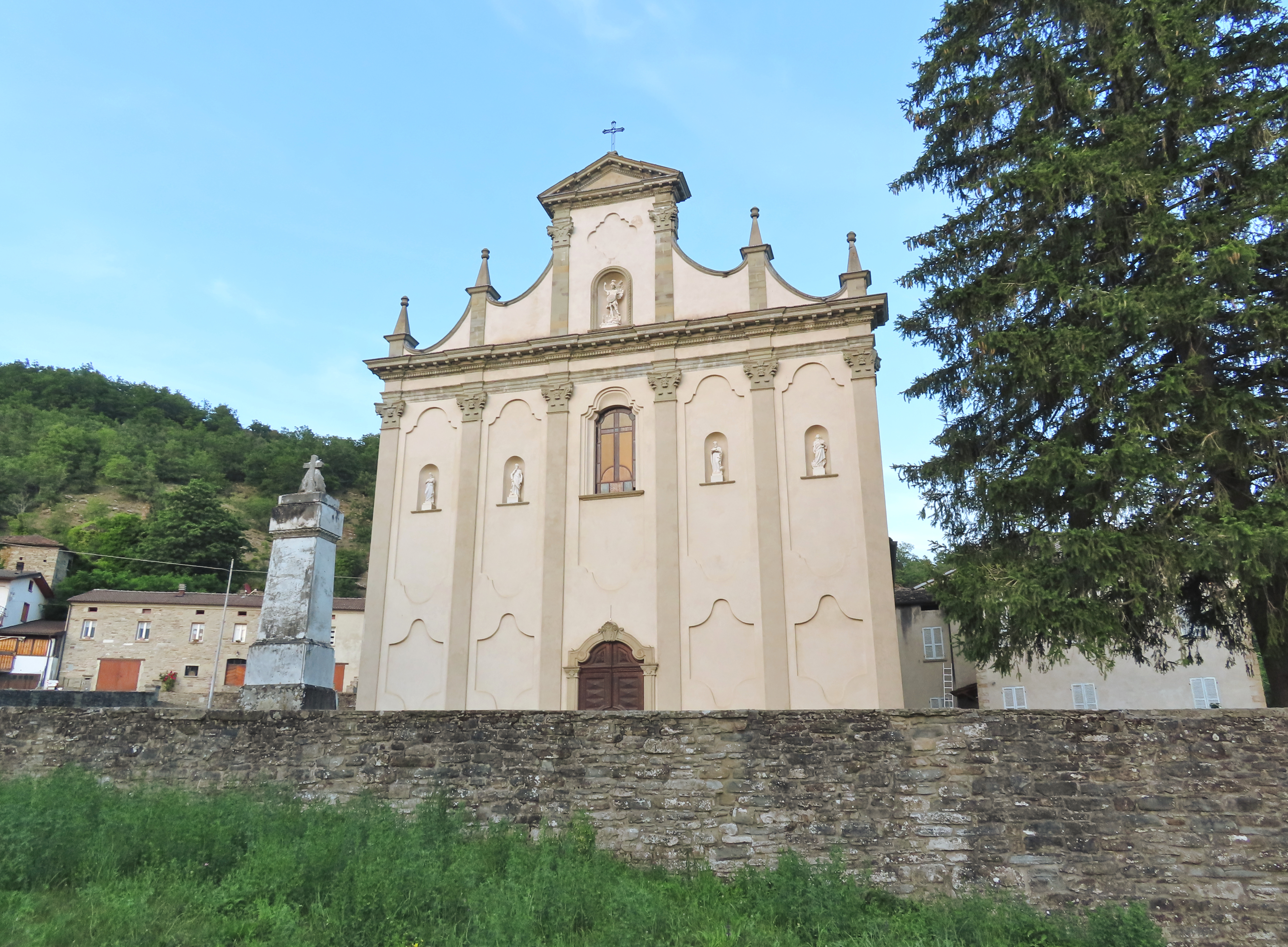
Facciata

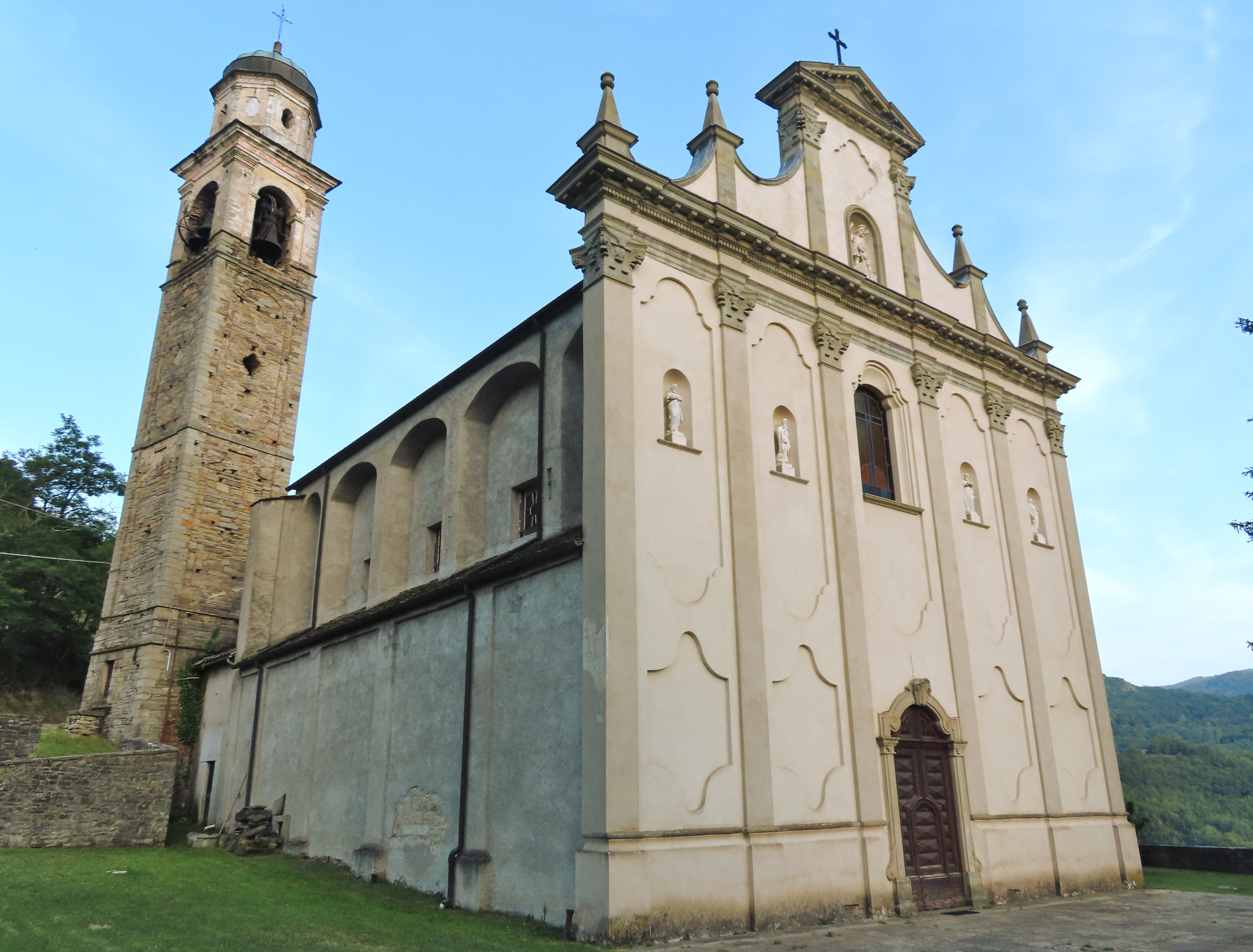
Facciata e lato nord

La chiesa si sviluppa su un impianto a navata unica affiancata da sei cappelle laterali, con ingresso a ovest e presbiterio a est.
La simmetrica facciata, interamente intonacata, è scandita verticalmente in cinque parti da sei alte lesene coronate da capitelli corinzi, a sostegno della trabeazione spezzata; al centro è posto il portale d'ingresso ad arco trilobato, delimitato da un'elaborata cornice modanata in pietra, con piedritti, capitelli a palmetta e bassorilievo a motivi fogliati in chiave di volta; più in alto si apre un ampio finestrone strombato ad arco trilobato; ai lati di quest'ultimo sono collocate all'interno di nicchie ad arco a tutto sesto le statue di quattro Santi. Nella parte superiore si apre nel mezzo un'ampia nicchia ad arco a tutto sesto contenente la statua di San Michele Arcangelo, sormontata da un'altra leggera nicchia a forma di croce lobata; la porzione centrale è delimitata da due lesene coronate da capitelli corinzi, a sostegno del frontone triangolare sommitale, con cornice arricchita da modiglioni; le quattro più basse lesene laterali, intervallate da volute, culminano in alti pinnacoli piramidali.
I fianchi intonacati sono scanditi da lesene in corrispondenza delle cappelle inferiori in aggetto e da profondi pilastri a sostegno di cinque ampie arcate a sesto ribassato nella parte superiore, incorniciando nelle tre porzioni centrali altrettanti finestroni quadrati.
Sul retro la bassa abside circolare è caratterizzata dalla presenza di un'apertura centrale a croce lobata e di due alti finestroni rettangolari laterali.

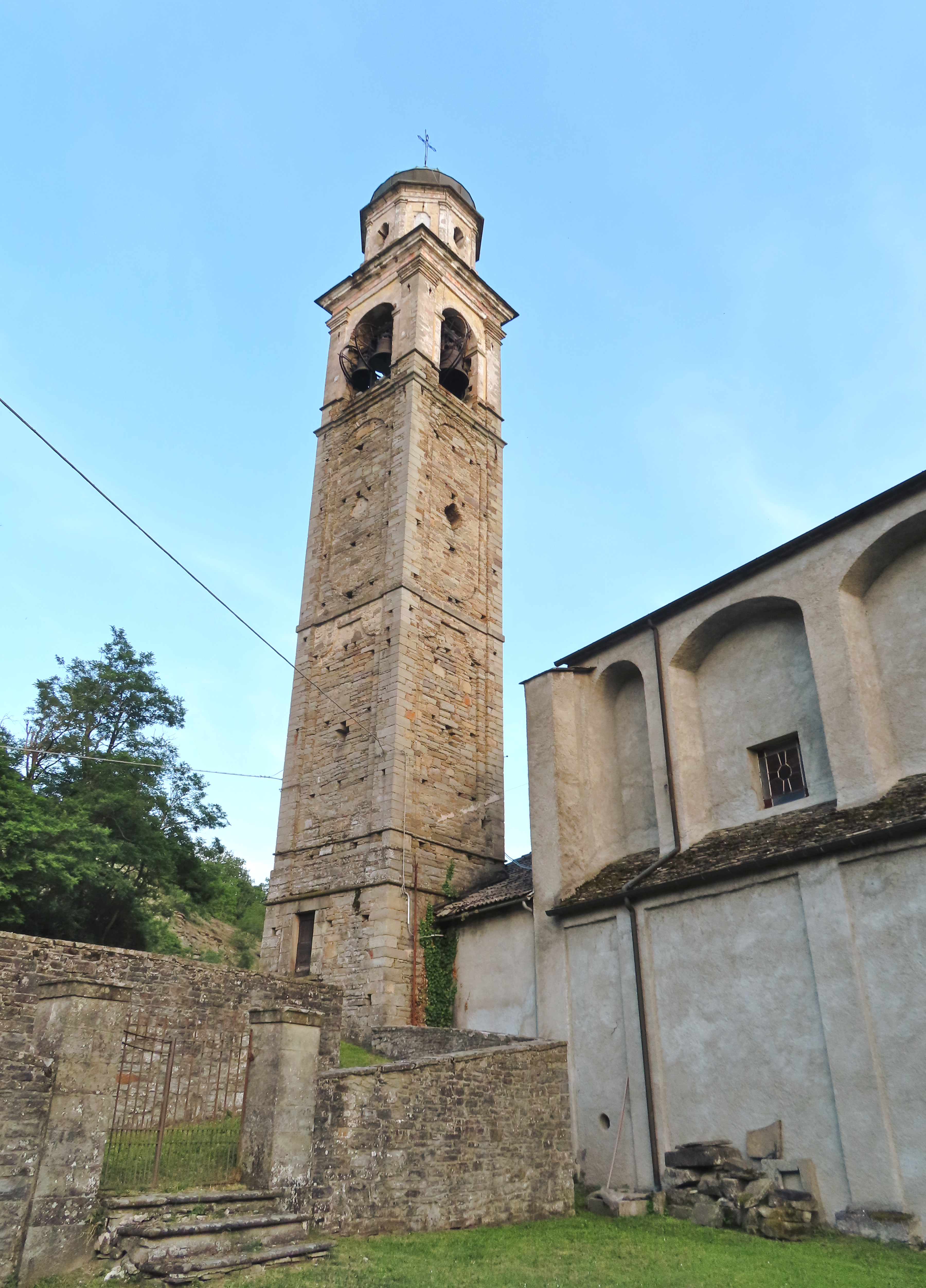
Campanile

Il campanile, interamente rivestito in pietra, si innalza isolato a nord dell'abside; la torre a pianta quadrata è suddivisa orizzontalmente in tre ordini da cornici marcapiano, mentre gli spigoli sono arricchiti da lesene; la cella campanaria si affaccia sui quattro lati attraverso aperture ad arco a tutto sesto, affiancate da piedritti con capitelli dorici. In sommità, oltre la cornice modanata in aggetto, si eleva la lanterna a pianta ottagonale; quattro fianchi, delimitati da lesene, presentano centralmente piccole monofore ovali; a coronamento si staglia la piccola cupola in rame.
All'interno l'ampia navata è coperta da volta a botte lunettata decorata con affreschi tardo-novecenteschi, tutti realizzati dal pittore pontremolese Tiziano Triani; i fianchi sono scanditi da lesene coronate da capitelli corinzi, a sostegno della trabeazione perimetrale spezzata, con cornice dipinta a festoni; ai lati si aprono attraverso ampie arcate a tutto sesto le sei cappelle, coperte anch'esse da volte a botte dipinte con cieli stellati.
Il presbiterio absidato, leggermente sopraelevato e coperto da volta a botte, è preceduto dall'arco a sesto ribassato, decorato con l'affresco rappresentante al centro il Santissimo Sacramento e ai lati sei Angeli; l'altare maggiore a mensa, retto da quattro colonnine tortili in marmo rosso di Verona, è arricchito da un paliotto in marmo di Carrara, ornato con motivi a foglie dorate. Sul fondo le lesene corinzie delimitano verticalmente i due ampi finestroni laterali e la lunetta centrale.
La cappelle laterali di destra sono dedicate al battistero, a santa Lucia e al Sacro Cuore, mentre quelle di sinistra al confessionale, a sant'Anna e alla Madonna.